# Flosse
Eine Flosse (lateinisch pinna) ist ein breitflächiges oder saumartiges Antriebs-, Steuer- und Stabilisierungsorgan von Tieren oder Entwicklungsstadien von Tieren, die dauerhaft im Wasser leben. Im engeren Sinne werden unter Flossen die entsprechenden Organe der Fische, im weiteren Sinne auch die entsprechenden Organe von Landwirbeltieren wie Pinguinen, Meeresschildkröten, Walen und weiterer Meeressäuger sowie verschiedener wirbelloser Tiere verstanden.

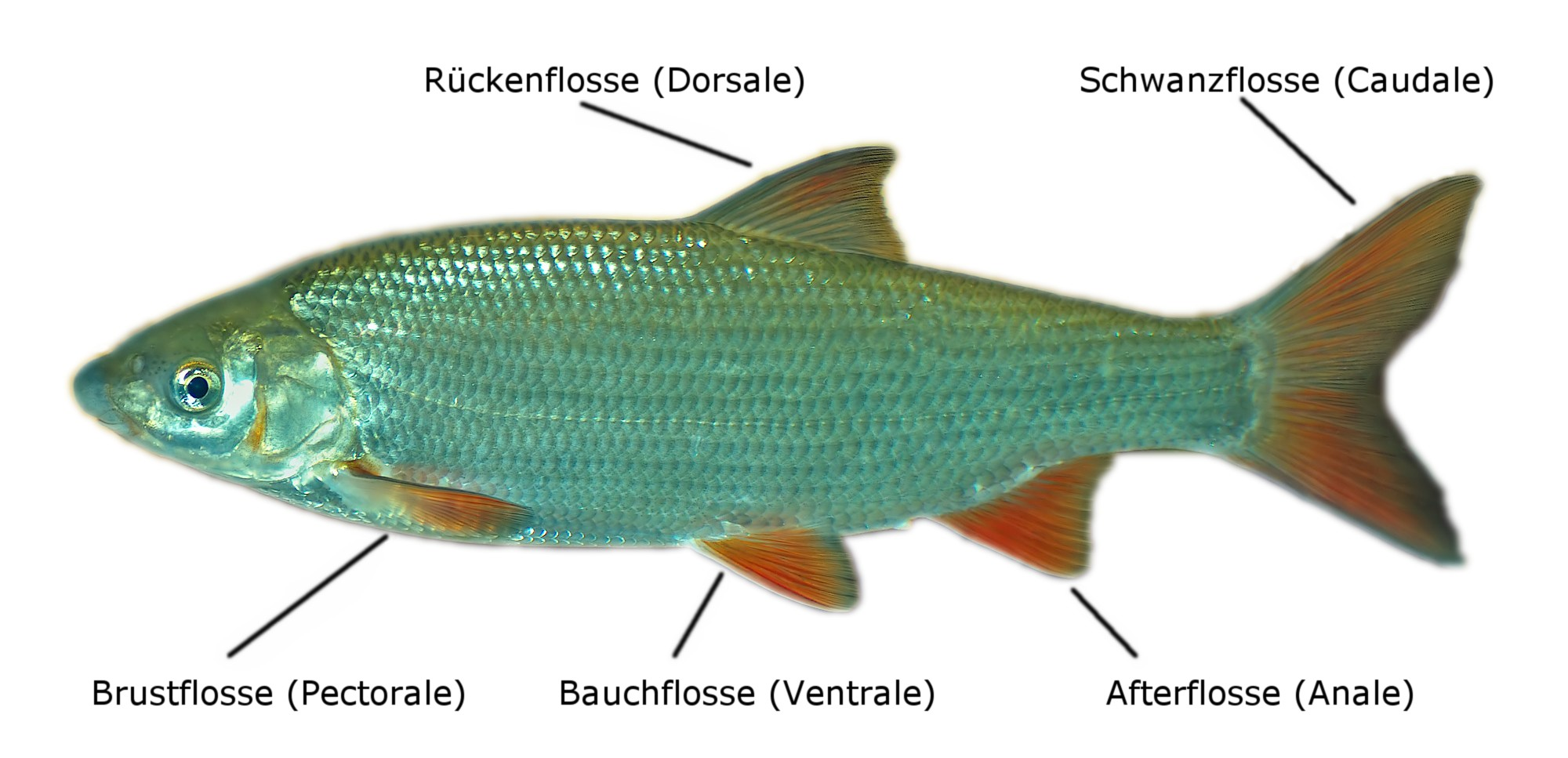
Benennung der Flossen am Beispiel einer Nase (Chondrostoma nasus)

## Aufbau

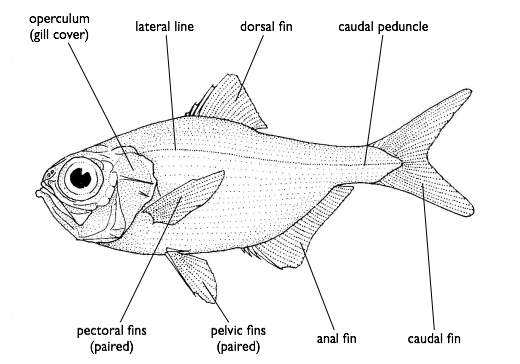
Habitus eines Glänzenden Schleimkopfs (Beryx splendens)

Flossen bestehen aus einem mit Hautfalten (Flossenhaut) verbundenen Gerüst, den Flossenstrahlen. Bei Knochenfischen sind diese Strahlen verknöchert, Knorpelfische haben Hornstrahlen. In der Muskulatur werden die Flossenstrahlen mit Flossenstrahlträgern verankert. Einige Fischarten verfügen zudem auch über skelettlose Flossen (Fettflosse, siehe unten).
Die Flossenstrahlen der Knochenfische werden in Hart- (auch Stachelstrahlen) und Weichstrahlen (auch Gliederstrahlen) unterteilt. Hartstrahlen sind ungegliederte, meist glatte Knochenstückchen, Weichstrahlen bestehen aus zwei miteinander verwachsenen Hälften. Bei den Weichstrahlen wird zwischen verschiedenen Formen unterschieden:
- ungeteilt, ungegliedert, stachelartig
- ungeteilt, gegliedert
- fächerartig geteilt, gegliedert

Sofern eine Flosse Hartstrahlen enthält, befinden diese sich immer vor den Weichstrahlen. Die Bezeichnungen Hart- und Weichstrahlen sind etwas irreführend. Hartstrahlen können durchaus biegsam und weich sein, während ungegliederte Weichstrahlen verkalkt und dornenartig sein können. Die Unterscheidung zwischen Hartstrahlen und ungegliederten Weichstrahlen ist im Zweifelsfall am leichtesten durch die Betrachtung von vorn möglich, die die beiden Hälften der Weichstrahlen erkennen lässt.
Echte Hartstrahlen sind nur bei den Stachelflossern zu finden. Bei einigen Fischen sind einige Hartstrahlen mit Giftdrüsen versehen (z. B. den Skorpionfischen, Petermännchen, Kaninchenfischen) und auch ein sägeförmiges Profil an der Rückseite ist möglich.

## Einteilung und Anordnung

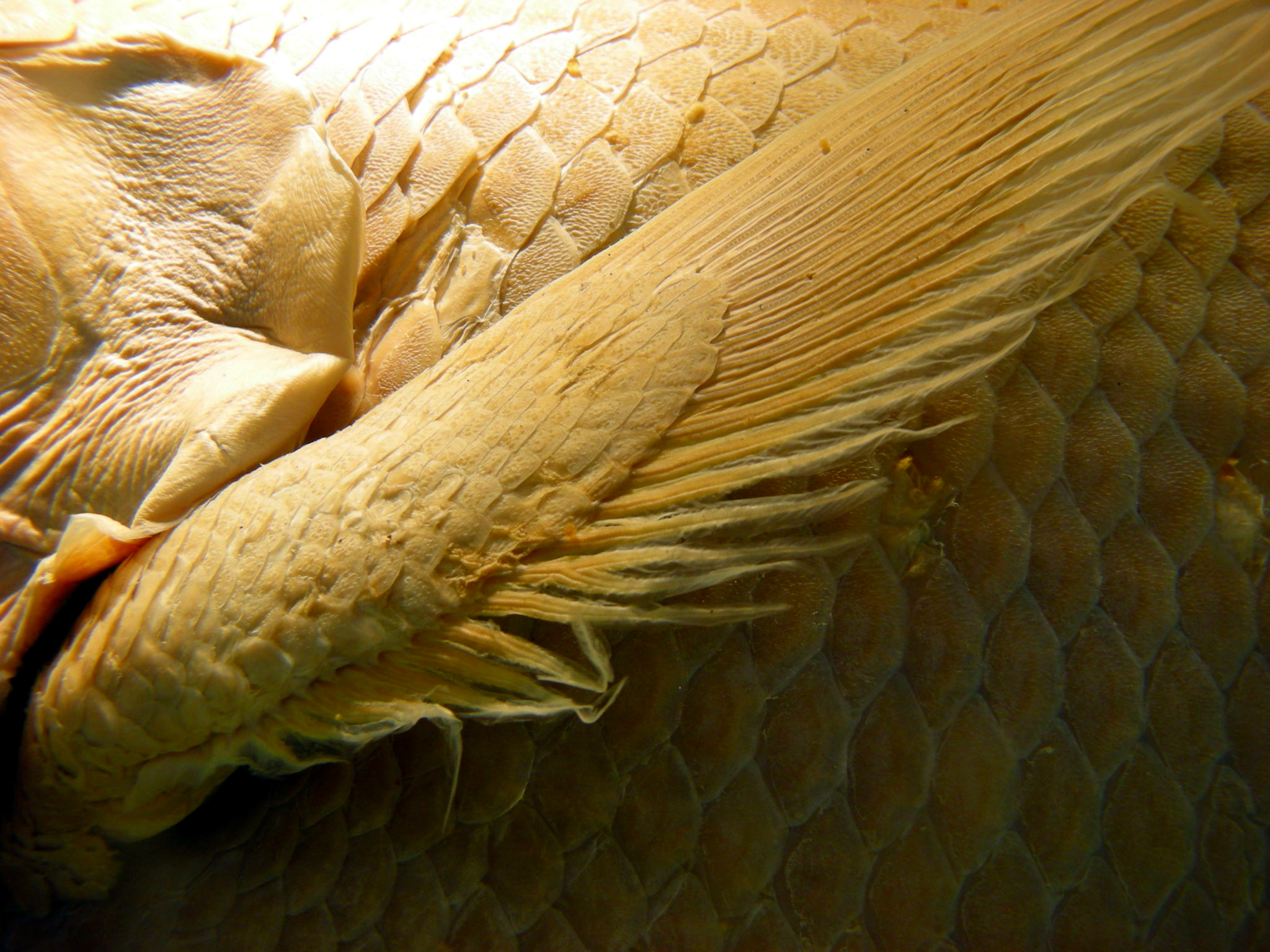
Aus dem bemuskelten paarigen Flossentyp (Sarcopterygium) der Fleischflosser haben sich die Gliedmaßen der Landwirbeltiere entwickelt

Die meisten Fische verfügen über sieben Flossen. Sie sind paarig und unpaarig (einzelne Flossen) am Fischkörper angeordnet. Die paarigen Flossen sind homolog zu den Gliedmaßen der Landwirbeltiere (Tetrapoda), haben jedoch, außer bei den Fleischflossern, keine Verbindung mit der Wirbelsäule.
Paarige Flossen:
- Brustflosse (Pectorale, pinna pectoralis)
- Bauchflosse (Ventrale, pinna ventralis)

Unpaarige Flossen:
- Rückenflosse (Dorsale, pinna dorsalis)
- Schwanzflosse (Caudale, pinna caudalis)
- Afterflosse (Anale, pinna analis)

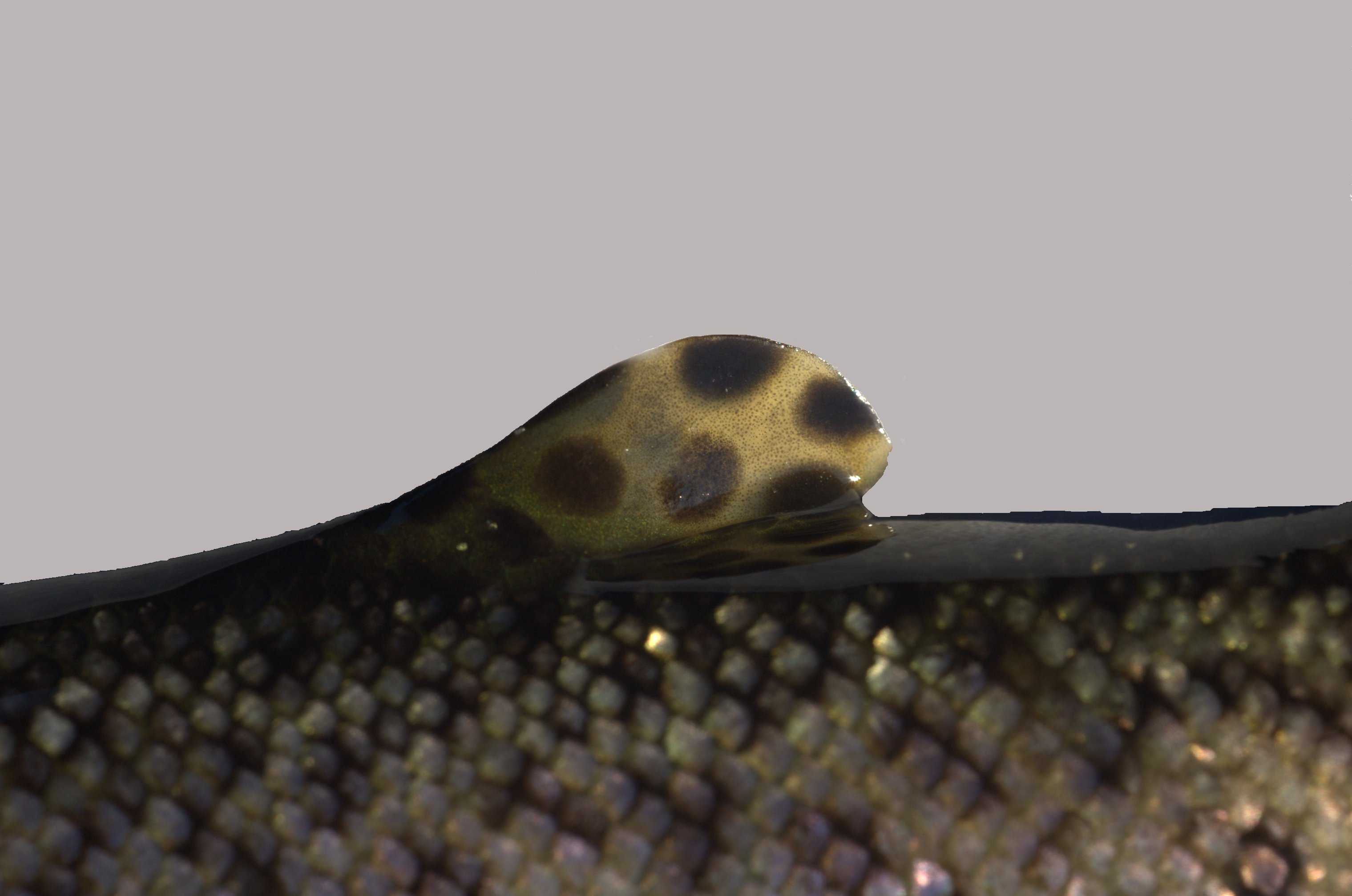
Fettflosse einer Regenbogenforelle (Oncorhynchus mykiss)

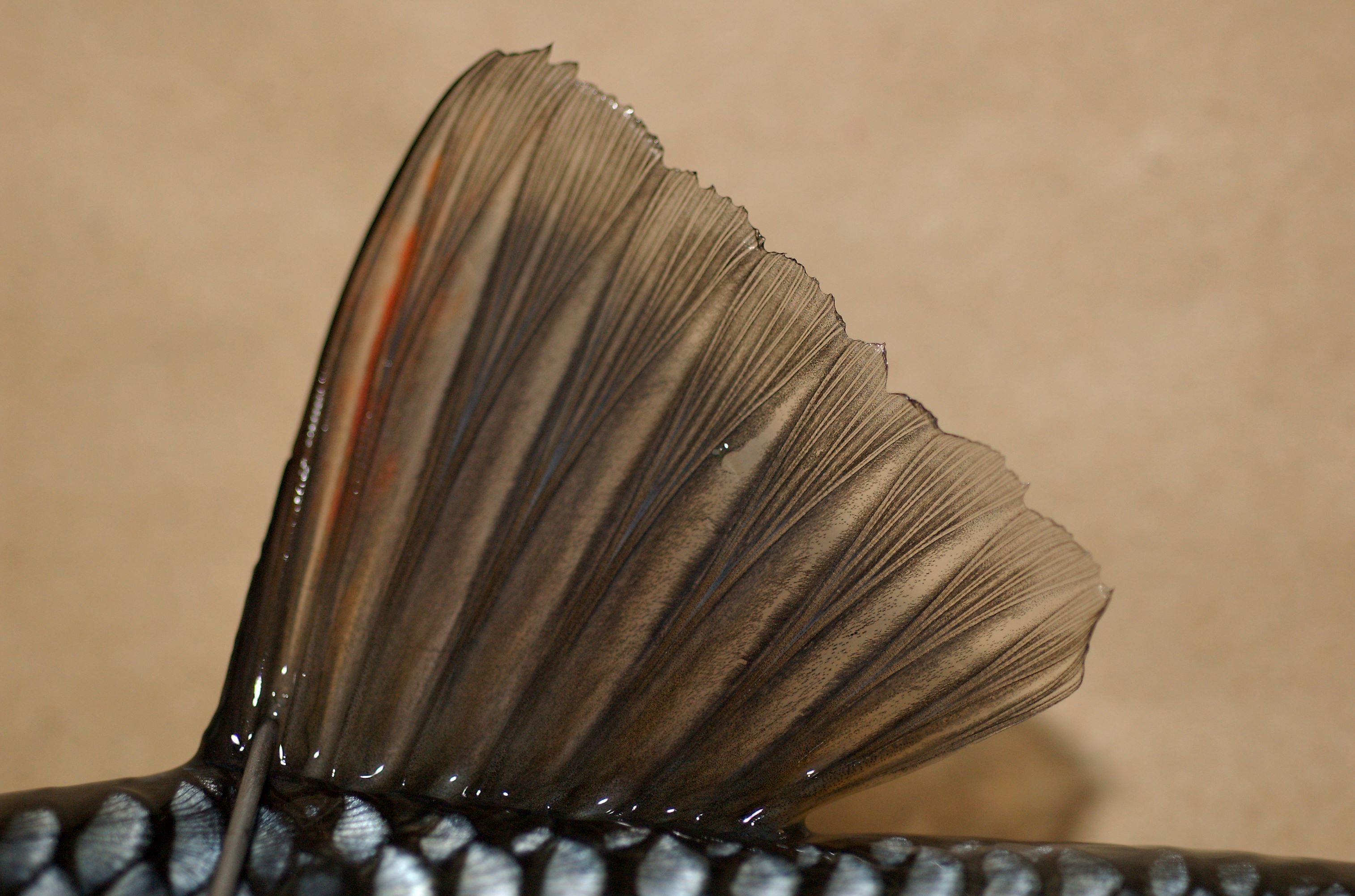
Rückenflosse eines Döbels (Leuciscus cephalus), deutlich zu erkennen ist die fächerartige Teilung der Weichstrahlen

Manche Arten (Welsartige, Salmler, Lachsartige) haben außerdem zwischen Rücken- und Schwanzflosse einen fleischigen Hautsack, die Fettflosse.
In Anpassung an den jeweiligen Lebensraum ist diese Grundkonfiguration bei vielen Fischen teilweise deutlich modifiziert, so können Flossen geteilt, miteinander verwachsen oder stark in der Form verändert sein und sogar vollständig fehlen. Funktionale Anpassungen konnten so weit gehen, dass die jeweilige Flosse nicht mehr gemäß ihrem ursprünglichen Zweck als Fortbewegungsorgan Verwendung findet.

### Rückenflosse

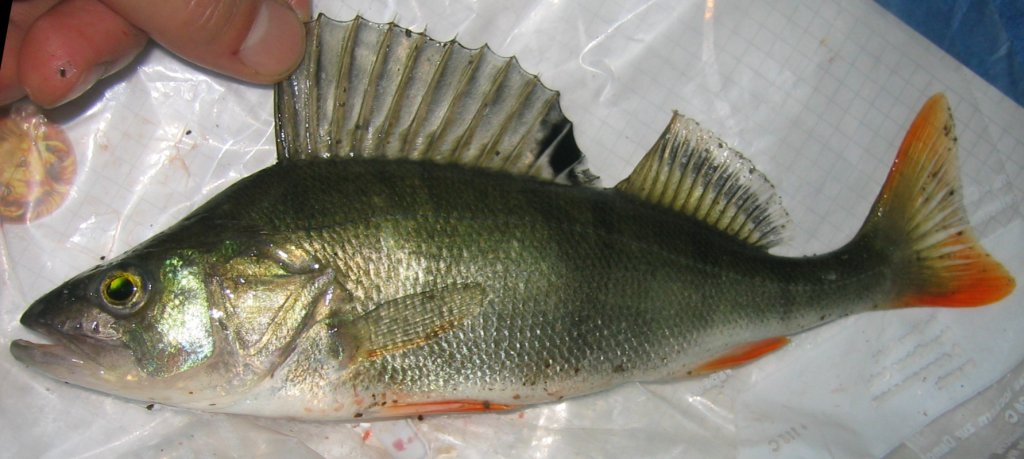
Flussbarsch (Perca fluviatilis) mit hartstrahliger vorderer und weichstrahliger hinterer Rückenflosse

Die Funktion der Rückenflosse oder Dorsale (Abkürzung D; kurz für lateinisch pinna dorsalis) entspricht der eines Kiels, das heißt, sie stabilisiert die senkrechte Haltung des Fisches im Wasser. Sie kann in mehrere Teile (z. B. Barsche) oder auch eine ganze Reihe von kleinen Abschnitten geteilt sein (beispielsweise Flössler). Die Länge der Rückenflosse und ihre Stellung am Körper ist sehr variabel. Meist befinden sich im vorderen Teil der Rückenflosse Hartstrahlen oder es existiert eine komplett hartstrahlige vordere Rückenflosse. Die Stichlinge haben sogar vor einer hinteren Rückenflosse völlig freie und bewegliche Stacheln. In manchen Fällen verfügen die Hartstrahlen über einen Sperrmechanismus, mit dem sie ohne Muskelkraft aufrecht gehalten werden können. Nur in sehr seltenen Fällen fehlt die Rückenflosse (z. B. Zitteraal).
Spezialformen:
- Für Seenadeln dient diese Flosse (zusammen mit den Brustflossen) der Erzeugung des Vortriebs.
- Die meisten Armflosser haben aus Flossenstrahlen der Rückenflosse Köder zum Anlocken potentieller Beute entwickelt.
- Bei den Schiffshaltern ist die Rückenflosse zu einem Haftorgan umgebildet.

### Afterflosse
Die Afterflosse ähnelt in Funktion und Form der Rückenflosse. Auch sie kann geteilt sein und im vorderen Teil Hartstrahlen aufweisen.
Spezialformen:
- Einige Familien der Zahnkärpflinge haben die Afterflosse in ein Begattungsorgan umgewandelt:
  - Das Gonopodium bei Lebendgebärenden Zahnkarpfen.
  - Das Andropodium bei Hochlandkärpflingen und Halbschnabelhechten.

### Brustflossen
Entsprechend ihrer Funktion als Höhensteuer, Bremse und Stabilisierungsorgan ist eine Brustflosse oder Pectorale (Abkürzung P; kurz für lateinisch pinna pectoralis) meist beweglich, weich und transparent. Brustflossen sind über das Skelett mit dem Schädel verbunden und befinden sich deshalb fast immer direkt hinter den Kiemendeckeln. Gelegentlich ist die Vorderkante, wie beispielsweise bei vielen Welsen, durch harte Weichstrahlen verstärkt. Auch diese Flossen können mitunter fehlen, so etwa bei den Muränen. Lippfische und Doktorfische schwimmen durch gleichzeitige Schläge der Brustflossen (labriform), hier sind die Brustflossen das Hauptantriebsorgan.
Spezialformen:
- Eine flügelartige Abwandlung der Brust- und Bauchflossen erlaubt den Fliegenden Fischen längere Gleitflüge in der Luft über der Wasseroberfläche.
- Die Schlammspringer können sich mit Hilfe ihrer stielartigen Brustflossen an Land fortbewegen.

### Bauchflossen
Diese Flossen sind in der Regel relativ klein, sie übernehmen Steuerungsfunktionen. Die Lage am Fischkörper variiert zwischen bauch-, brust- und in seltenen Fällen, noch vor den Brustflossen befindlich, kehlständig. Von allen Flossenarten fehlen diese Flossen am häufigsten, so haben unter anderem Aalartige, Seewölfe und die meisten Kugelfischverwandten keine Bauchflossen.
Spezialformen:
- Eine aus den Bauchflossen gebildete Saugscheibe gestattet es den Grundeln, den Schildfischen und den Seehasen, besseren Halt auf steinigem Untergrund zu finden.
- Fadenfische tragen Geschmacksknospen an ihren fadenförmig verlängerten Bauchflossen.
- Knurrhähne verfügen über Tastorgane, die aus den ersten Strahlen der Bauchflossen gebildet wurden.
- Bei Knorpelfischen und Plattenhäutern sind bei den Männchen Teile der Bauchflossen zu Klaspern umgewandelt, die als paarige Begattungsorgane dienen.

### Schwanzflosse
Zusammen mit dem Schwanzstiel ist die Schwanzflosse bei vielen Fischen das Hauptantriebsorgan. Fische erzeugen den Vortrieb in der Regel, indem sie ihren Körper mit kräftigen, seitlichen Schlägen nach vorn durch das Wasser drücken. Der Fischkörper vollzieht dabei zugleich kräftige wellenartige Bewegungen in der Sagittalebene. Die Strahlen der Schwanzflosse sind direkt mit der Wirbelsäule verbunden. Nur bei sehr wenigen, hochspezialisierten Arten, wie z. B. den Seepferdchen, fehlt die Schwanzflosse.
Schwanzflossen werden nach ihrer Anatomie in sechs verschiedene Typen eingeteilt (vgl. Grafik):

Schwanzflossentypen (Auswahl):
A heterocerk, B protocerk,
C homocerk, D diphycerk

- Heterocerk (A): Das Ende der Wirbelsäule biegt sich nach oben und stützt den oberen größeren Teil der Schwanzflosse, so etwa bei den meisten Haien und urtümlichen Knochenfischen wie den Störartigen (Acipenseriformes) und den Knochenhechten (Lepisosteidae).
- Protocerk (B): Das Ende der Wirbelsäule ist gerade. Die Schwanzflosse bildet einen Saum um sie herum, z. B. bei den Aalartigen (Anguilliformes).
- Homocerk (C): Die Schwanzflosse ist symmetrisch, beispielsweise bei den meisten Echten Knochenfischen (Teleostei). Trotzdem kann sich das Ende der Wirbelsäule bei primitiven Formen noch etwas nach oben biegen. Es ist äußerlich nicht mehr sichtbar, zeigt aber, dass sich die homocerke Schwanzflosse aus der heterocerken entwickelt hat.
- Diphycerk (D): Das Ende der Wirbelsäule ist gerade. Die Schwanzflosse besteht aus zwei Teilen oberhalb und unterhalb der Wirbelsäule, etwa bei den Quastenflossern (Latimeria).
- Hypocerk: Das Ende der Wirbelsäule biegt sich nach unten und stützt den unteren Teil der Schwanzflosse, z. B. bei den Ichthyosauriern.
- Gephyrocerk: Eine sekundäre, als Clavus (lat. „Nagel“) bezeichnete Schwanzflosse schließt saumartig den stumpf endenden Körper ab. Dies tritt nur bei den Mondfischen (Molidae) auf. Mitunter wird der Clavus auch dem diphycerken Typ zugeordnet, jedoch bildet sich bei Mondfischen während des Larvenstadiums die knorpelige Anlage der primären Schwanzflosse vollständig zurück, und der Clavus bildet sich aus den hinteren Anteilen der Rücken- und Afterflosse.[3]

## Flossenformel
Die Anzahl und Art der Flossenstrahlen lässt sich mit Hilfe der sogenannten Flossenformel beschreiben.
Die Angaben zu den einzelnen Flossen setzen sich aus drei Bestandteilen zusammen: Flossenbezeichnung, Anzahl der Hartstrahlen, Anzahl der ungeteilten und geteilten Weichstrahlen.
Die Flossen werden mit dem lateinischen Namen angegeben, oft nur mit dem ersten Buchstaben: A für die Afterflosse (Anale), C für die Schwanzflosse (Caudale), D für die Rückenflosse (Dorsale) und P für die Brustflossen (Pectorale). Ist eine Flossenart mehrfach vorhanden, wird zur Zählung eine arabische Ziffer unmittelbar hinter dem Buchstaben angegeben.
Hartstrahlen werden mit römischen, Weichstrahlen mit arabischen Zahlen angegeben. Da Hartstrahlen und ungeteilte Weichstrahlen immer am Flossenanfang, die geteilten Weichstrahlen immer im hinteren Teil der Flosse stehen, lässt sich durch die Trennung mit einem Schrägstrich eine eindeutige Darstellung erzeugen.
Beispiele:
- D I/5: In der Rückenflosse folgen auf einen Hartstrahl fünf Weichstrahlen.
- D2 3/9: In der zweiten Rückenflosse folgen auf drei ungeteilte Weichstrahlen neun geteilte Weichstrahlen.
- D II(-III)/7: In der Rückenflosse folgen auf zwei, in Ausnahmefällen drei, Hartstrahlen sieben Weichstrahlen.
- A II-III/5-7: In der Afterflosse folgen auf zwei bis drei Hartstrahlen fünf bis sieben Weichstrahlen.

Eine Flossenformel am Beispiel des Forellenbarschs: Dorsale X-XI/12-13, Anale III/10-11. Oder kürzer: D X-XI/12-13, A III/10-11.
In der Flossenformel werden oft nicht alle Flossen aufgeführt. Besonders die Angaben zur Schwanzflosse fehlen häufig, da diese weniger signifikant ist und wegen der Vorstrahlen schwerer abzählbar sein kann.

## Bemerkungen zur Evolution der Flossen

### Bedeutung der Flossen für die Systematik
Form, Aufbau und Anzahl der Flossen sind charakteristisch für eine Art und spielen daher eine wichtige Rolle bei deren Beschreibung und Bestimmung.

### Entwicklung des Schwanzflossenskeletts der Knochenfische
Das Skelett der Schwanzflosse – das Hinterende der Wirbelsäule – weist trotz ihrer Kleinheit eine erstaunliche Merkmalsvielfalt auf, die zunehmend auch als systematisch belangreich erkannt wurde (T. Monod 1968). Wir finden innerhalb der Strahlenflosser eine Höherdifferenzierung des Wirbelsäulen-Endes, vergleichbar  der Evolution bei den Vögeln etwa ab dem Archaeopteryx-Stadium. Hier daher ein Überblick.

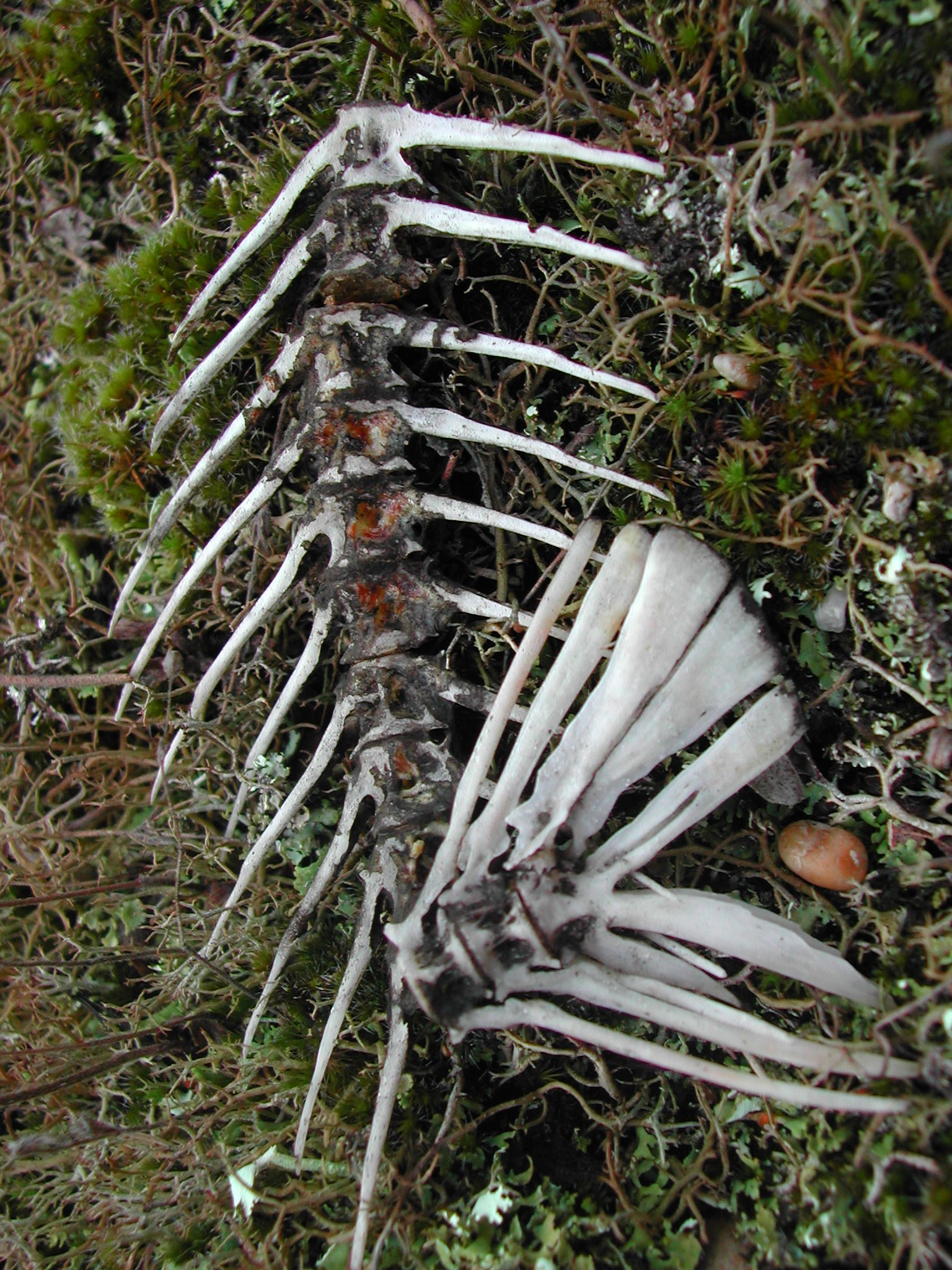
Skeletthinterende eines an der Adriaküste gestrandeten Fisches unbekannter Art. Die Schwanzwirbelsäule ist gewaltsam abgeknickt worden. Von Interesse ist hier das abgeknickte Stück.

Da bei den Echten Knochenfischen (Teleostei) die Schwanzflosse für den Vortrieb gegenüber dem übrigen Schwanz immer wichtiger wird, wird die Schwanzflosse größer und vor allem steifer. Dies geschieht durch Verschmelzung der beteiligten Knochen (Synostosen). Am Gipfel der Entwicklung stehen hierbei die Thunfische, aber auch schon die Loricariidae zeigen einen hohen Grad der Verschmelzung. Ferner etwa Gonorynchus, der die Methode perfektioniert hat, durch blitzschnelles Eintauchen in den Sand seinen Feinden zu entwischen – dazu bedarf es starker Beschleunigung durch die Schwanzflosse.
Man bezeichnet als „Schwanzwirbel“ alle Wirbel, die hinter der Gabelung der Dorsalaorta (Hauptschlagader) liegen. Die Aorta verläuft bei Fischen unter der Wirbelsäule im Hämalkanal, geschützt durch Wirbelfortsätze, vom Kopf (Kiemenkorb) eben bis zur Schwanzflosse. Im Schwanzabschnitt des Körpers sind diese Fortsätze zu Hämalbögen vereinigt. Man unterscheidet präurale Wirbel (PU) und urale Wirbel (U). Ursprünglich gab es bis zu zehn urale Wirbel (Acipenser), bei Hiodon werden noch acht angelegt.
In der Abbildung ist das abgeknickte Ende einer Wirbelsäule zu sehen, das hier aus drei präuralen Wirbeln besteht. Der hinterste (PU 1) ist ein Halbwirbel (die PU werden von hinten nach vorne durchnummeriert). Er ist vorne noch sanduhrartig gehöhlt, zur Aufnahme eines intervertebralen Chorda-Kerns. Die hintere Hälfte aber ist verengt und mit zwei uralen Wirbeln (die nur mehr angedeutet zu finden sind) verwachsen. Der Verwachsungskomplex PU1+U1+U2 wird Urophor genannt. Er ist ein Merkmal bei den höheren Formen.
Wichtig sind auch die an dem Verwachsungskomplex angehefteten langen Knochenplatten. Meist sind es vier oder fünf Hypuralia (HU). Bei den Hypuralia handelt es sich um umgebildete (meist verbreiterte) Hämal-Fortsätze ehemaliger Uralwirbel. Da sie dorsal aufgebogen sind, hatten die Knochenplatten Platz, sich zu einem Fächer zu verbreitern, an dem hinten die Schwanzflossenstrahlen ansetzen.
Im Bild sehen wir die drei unteren Hypuralia ohne Naht mit dem PU 1 verschmolzen (beim HU 4 ist es unklar). Am Schwanzskelett beteiligt sind hier offensichtlich auch das Parhypurale (der Hämalfortsatz des PU 2) und dorsal das Stegurale (Abkömmling des Neuralfortsatzes des PU 1). Verloren gegangen sind schon die kleineren seitlichen Uroneuralia (Abkömmlinge von Neuralbögen uraler Wirbel), von denen es meist zwei oder drei Paar gibt. Auch Uroneuralia können aber mit dem Komplex verschmelzen, wie Gonorynchus zeigt.

### Differenzierung der Muskulatur und der Schwimmtechniken
Das evolutionäre Problem des Schwimmens war, dass das große Rumpfmuskel-Paket ineffizient arbeitet, wenn der Fisch langsam oder nur kurze Strecken schwimmt. Daher entstand zunächst eine laterale Differenzierung (nahe der Seitenlinie): „Rote“ (myoglobinreiche) Muskelfasern leisten allein das ruhige Schwimmen. Der große „weiße“ Anteil dient dann nur mehr der Flucht oder dem Verfolgen einer Beute. Die „weiße“ Muskulatur geht dabei eine Sauerstoffschuld ein und ermüdet rasch. Bei den Sardellen ist die Rumpfmuskulatur nicht in „rot“ und „weiß“ geschieden – es handelt sich um stets flink schwimmende Tiere.
Bei der Differenzierung in „rot“ und „weiß“ wird aber auch beim ruhigen Schwimmen die viel größere „weiße“ Portion  notgedrungen mitbewegt, was Energie kostet. Viele Familien der Fische haben daher noch „ingeniösere“ Lösungen hervorgebracht. Sie nutzen zur ruhigen Fortbewegung nur noch die kleineren Muskeln der Flossen. Der weiße Rumpfmuskel (der durch Bindegewebsplatten gegliedert ist) wird allein zum Angreifen und Fliehen verwendet.

## Schwimmweisen der Fische
Entsprechend dem Vorhandensein und der Ausbildung der Flossen und deren neuraler Steuerung haben sich bei den Fischen etliche Typen der Fortbewegung herausgebildet.

### Bewegung mit der Rumpfmuskulatur
Die folgenden Typen nutzen die Rumpfmuskulatur zur Fortbewegung. Die Aufzählung beginnt beim Schlängeln des ganzen Rumpfes, danach folgen Typen mit kürzerem Rumpf und mit zunehmender Bedeutung der Schwanzflosse.
- Der anguilliforme Typ zeigt ein Rumpf-Schlängeln (in „Sinus-Wellen“), beispielsweise Aale und Muränen (mit oder ohne Flossensaum, daher auch in Spalten oder Substrat brauchbar!). Diese „ursprüngliche“ Fortbewegungsweise ist schon bei Ingern und Neunaugen sowie dem Kragenhai (Chlamydoselachus anguineus) zu sehen. Den Übergang zum folgenden Typ zeigen die Störe.
- Der subcarangiforme Typ ist schon kürzer (Wirbelzahl geringer), der Rumpf steifer: Die „Wellenbäuche“ gehen auf 1 zurück. Zu diesem Typ gehört die Mehrzahl der Haie und Knochenfische (ca. 85 % der Arten).
- Beim carangiformen Typ ist der Rumpf kürzer, der Schwanz und die Schwanzflosse werden immer wichtiger, die „Sinus-Welle“ ist nur mehr halb vorhanden. Die Stachelmakrelen (Carangidae) sind „gute“, ausdauernde Schwimmer. Hierher gehören auch die Heringshaie, z. B. Lamna – mit Übergang zur thunniformen Schwimmweise.
- Der thunniforme Typ bewegt Schwanzwurzel und -flosse nur mehr wriggend, der Rumpfmuskel überträgt seine Leistung mittels Sehnenplatten auf die sehr steife Flossenspreite. Auch diese Fische „ruhen“ kaum (außer eventuell zum „Sonnen“). Beispiele hierfür sind Thun- (Thunnini) und wohl auch Schwertfische (Xiphiidae).
- Den Schwanz allein bewegen bei Flucht aber auch die Kofferfische (Ostraciidae), deren Rumpf in einem Panzer steckt: ostraciiformer Typ mit weitgehend aufgelöster Rumpfmuskulatur; sonst schwimmen sie tetraodontiform.

Aphanopus carbo (Scombroidei) schwimmt anguilliform, aber wenn dieser pelagische Räuber eine Beute erspäht, versteift sich sein Rumpf und er „schleicht sich“ ostraciiform an (sehr kleine Schwanzflosse). Anklänge ans ostraciiformme Schwimmen zeigen der Zitterrochen (nur Schwanz!) und die Elefantenfische (Mormyridae) mit versteiftem Schwanz (die Muskulatur ist in ein elektrisches Organ verwandelt).

### Ruhiges Schwimmen durch Flossenbewegung

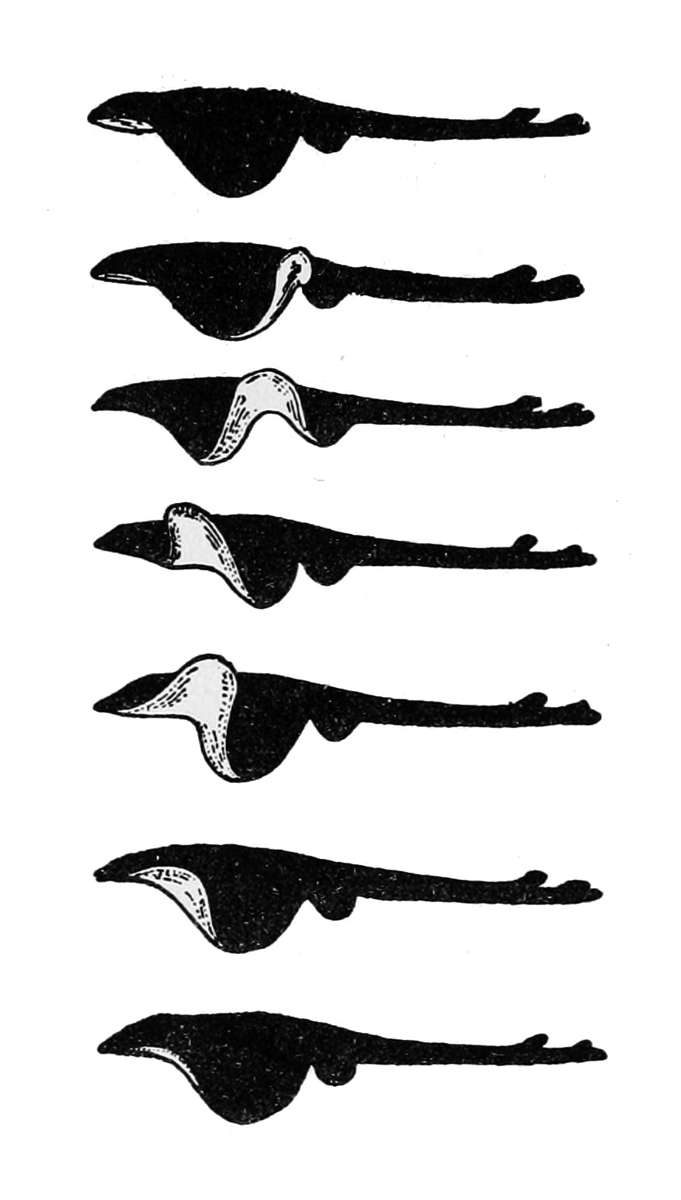
Bewegungsablauf beim Undulieren der Brustflossen bei einem Echten Rochen (Rajidae). Die Undulation ist eine von zwei Fortbewegungsarten, mit deren Hilfe die meisten Rochen ihren Vortrieb erzeugen.

Bei den folgenden Fortbewegungstypen wird zum langsamen Schwimmen keine Rumpfmuskulatur verwendet und meistens auch nicht die Schwanzflosse. Stattdessen werden dafür andere Flossen eingesetzt, zum Beispiel mit wellenförmigen Bewegungen (Undulation). Die Schwanzflosse dient dann, wenn überhaupt vorhanden, in der Regel nur mehr dem Steuern.
Wellenförmige Flossenbewegung
- Undulation der Rückenflosse: Der Kahlhecht (Amia calva) schwimmt amiiform, hauptsächlich durch Undulation der langen Rückenflosse. Ähnlich viele Umberfische (Sciaenidae), der Großnilhecht (Gymnarchus niloticus), ferner die Seekatzen (Chimaeriformes) (Schwanz reduziert) mit Unterstützung der Brustflossen. Unter anderen Voraussetzungen auch die Seepferdchen (Hippocampus) und die verwandten Seenadeln (Syngnathidae).
- Undulation der Afterflosse: Altwelt- (Notopteridae) und Neuwelt-Messerfische (Gymnotiformes) schwimmen gymnotiform, mit Afterflossen-Undulation (die Schwanzflosse fehlt).
- Undulation der Rücken- und Afterflosse: Die Kugelfische (Tetraodontidae) haben undulierende schmale Rücken- und Afterflossen (tetraodontiformes Schwimmen). Bei der Flucht können sie mit der Schwanzflosse nachhelfen.
- Undulation der Brustflossen: Igelfische (Diodontidae) schwimmen diodontiform, mittels Undulation der sehr breiten Brustflossen. Die Rochen (Batoidea) schwimmen (rajiform), ebenfalls mit undulierenden, sehr verbreiterten Brustflossen (Schwanzflosse reduziert oder fehlend) – oder die Stechrochenartigen (Myliobatiformes) mehr „fliegend“.
- Undulation der Schwanzflosse: Es gibt auch Fische, die sich mit Undulationen der Schwanzflosse (!) vorwärtsbewegen können, z. B. die Zackenbarsche der Gattung Epinephelus.

Weitere Typen
- Rudernde Brustflossen: Lippfische (Labridae) schwimmen labriform, hauptsächlich mittels der Brustflossen („rudernd“). Auch die Doktorfische (Acanthuridae), die Brandungsbarsche (Embiotocidae) u. a.
- Drückerfische (Balistidae) schwimmen balistiform, durch Gegeneinander-„Flappen“ von Rücken- und Afterflosse. Ähnlich die Mondfische (Molidae), die keine funktionelle Schwanzflosse und eine reduzierte Rumpfmuskulatur haben; auch mit Unterstützung von „Rückstoß“ von Wasser aus den Kiemenhöhlen.

## Flossen bei Säugetieren
Die Flossen der Wale heißen Fluke für die Schwanzflosse, Flipper für die Brustflosse (Pectoralflosse) und Finne für die Rückenflosse (Dorsalflosse).
Ebenfalls als Flossen bezeichnet werden die flossenartig umgewandelten Extremitäten bei Seekühen, Robben (Pinnipedia, das bedeutet „Flossenfüßer“) und dem Schnabeltier.